# 中國農業發展集團
中國農業發展集團有限公司，簡稱中國農業發展集團（英語：China National Agrilcultural Development Group Company Limited），在2004年，由中国水产（集团）总公司，以及中国牧工商（集团）总公司組成，前身為「中国农业发展集团总公司」。
現時業務在全球远洋捕捞及农业资源开发、生物疫苗和兽药及饲料添加剂研发生产销售、农牧渔业相关配套服务，總部位於北京市西城区西单民丰胡同31号中水大厦。旗下上市公司包括中水渔业、中牧股份、中農資源，以及中漁集團（新加坡交易所上市）。
董事長為曹江林，總經理為万军。

## 連結
- cnadc.com.cn（页面存档备份，存于）